# Yathkyed Lake
Yathkyed Lake är en sjö i Kanada.   Den ligger i territoriet Nunavut, i den centrala delen av landet, 2 400 km nordväst om huvudstaden Ottawa. Yathkyed Lake ligger 82 meter över havet. Arean är 1 397 kvadratkilometer. Den sträcker sig 65,6 kilometer i nord-sydlig riktning, och 64,1 kilometer i öst-västlig riktning.
Trakten runt Yathkyed Lake är nära nog obefolkad, med mindre än två invånare per kvadratkilometer.